# 广东省广州市中级人民法院
广东省广州市中级人民法院簡稱广州市中级人民法院，是中华人民共和国广东省广州市的中级人民法院和審判機關，法院地址位于广州市白云区启德路66号，工作时间：周一到周五，上午9点到12点，下午14点到18点。前身是1949年11月，广州市军事管制委员会接收广州地方法院（属廣東高等法院）成立的广州市人民法院。

## 历史沿革
1927年1月，武汉国民政府进行司法改革，广州地方审判厅由此改名为广州市法院。1928年2月，广州市法院改称为广州地方法院。隶属廣東高等法院。
1949年10月14日，广东战役后，中国人民解放军攻占广州城，成立广州市军事管制委员会接管各项事务。19日，广州军事管制委员会派出军代表万思元、陈熙道、丁果、黄煜光等5人组成接管小组接管广州地方法院。11月1日，广州市人民法院正式成立，广州市副市长朱光兼任院长，万思元任副院长。院址在仓边路28号。因广州市时为中南大行政区直辖市，故隶属最高人民法院中南分院管辖。
1954年9月，中南大行政区撤销。12月，最高法院中南分院撤销，广州市人民法院划归广东省人民法院管辖。1955年3月，广州市人民法院改称广州市中级人民法院。

## 历任领导
| 院长 - 朱 光（1949年11月1日至？，首任） - 万思元（1953年至？） …… - 吴树坚（2001年3月后至？，法院党组书记，曾任代院长） …… - 王 勇（2021年在任，法院党组书记、审判委员会委员） 副院长 - 万思元（1949年11月1日至？，首任） …… - 吴树坚（1998年3月至2000年） …… - 吴 振（2021年在任，法院党组副书记、审判委员会委员） - 吴 翔（2021年在任，法院党组成员、审判委员会委员） - 吴筱萍（2021年在任，法院党组成员、审判委员会委员） - 姜耀庭（2021年在任，法院党组成员、审判委员会委员） - 陈淡卿（2021年在任，审判委员会委员，民盟广州市天河区基层委员会主委） | 党组书记 …… - 吴树坚（2007年时任） …… - 王 勇（2021年至2025年2月18日） - 王静（2025年2月18日在任，） |

## 下辖法院
- 来源[6]：
- 广州互联网法院，2018年9月28日正式挂牌。
- 越秀区人民法院，前身是1952年成立的广州市人民法院北区、中区、东区三个分庭。
- 海珠区人民法院，1952年12月18日成立。
- 荔湾区人民法院，前身是广州市中级人民法院西区分庭、西区人民法院，成立于1952年11月，1960年起更名为广州市荔湾区人民法院。2005年9月29日，广州市荔湾区人民法院与广州市芳村区人民法院合并。
- 天河区人民法院，1985年成立。
- 白云区人民法院，1955年12月20日成立。
- 黄埔区人民法院，2015年9月1日，因行政区划调整由原黄埔法院、萝岗法院合并成立。
- 花都区人民法院，1950年成立。
- 番禺区人民法院，1950年6月15日成立。
- 南沙区人民法院，2005年9月29日成立。
- 从化区人民法院，可追溯至1949年10月25日成立的从化县人民政府临时法庭。1950年1月，撤销临时法庭，正式建立从化县人民法院。
- 增城区人民法院，1950年7月17日成立。

## 知名案件
- 番禺抢劫运钞车案
- 孙志刚事件
- 李亨利案